# Hilara rufithorax
Hilara rufithorax är en tvåvingeart som först beskrevs av Enrico Adelelmo Brunetti 1913.  Hilara rufithorax ingår i släktet Hilara och familjen dansflugor. Inga underarter finns listade i Catalogue of Life.